# Трудолюбовка (Вольнянский район)
Трудолюбовка (укр. Трудолюбівка) — село,
Максимовский сельский совет,
Вольнянский район,
Запорожская область,
Украина.
Код КОАТУУ — 2321583005. Население по переписи 2001 года составляло 109 человек.

## Географическое положение
Село Трудолюбовка находится на одном из истоков реки Средняя Терса,
на расстоянии в 2 км от села Широкое.

## История
- 1924 год — дата основания.